# Guy Lintilhac
Guy Lintilhac, né le 10 juillet 1927 à Aurillac (Cantal) et mort le 8 juillet 2014 à Bourges (Cher), est un coureur cycliste français, professionnel de 1951 à 1953.

## Palmarès
- 1949
  - 2e de Paris-Beaugency
- 1950
  - 2e de Paris-Pacy
- 1951
  - 2e du Grand Prix du Libre-Poitou
  - 8e de Paris-Tours
- 1952
  - 2e du Grand Prix des chaussures Léon Daniel

## Résultats sur les grands tours

### Tour de France
1 participation
- 1951 : abandon (6e étape)